# Eric Bauza
Eric Adrian Bauza (født 7. december 1979) er en canadiskfødt amerikansk tegnefilmsdubber.
Han kendes især for at have lagt stemme til figurer som Snurre Snup, Daffy And, Søren Spætte, Tweety Bird, Pepé Le Puh, Speedy Gonzales og flere andre figurer.